# Гаписово
Гаписово — деревня в Великолукском районе Псковской области России. Входит в состав Шелковской волости.

## География
Расположена на востоке волости на правом берегу реки Кунья, в 12 км к востоку от границы райцентра Великие Луки. К западу находится деревня Заболотье, к востоку — деревня Великополье.

## Население
| 2001 | 2002 | 2010 |
| ---- | ---- | ---- |
| 44   | ↘42  | ↘41  |

Численность населения деревни по оценке на начало 2001 года составляла 44 жителя.